# Saro (futbolista)
Ángel Martín Rodríguez, conocido deportivamente como Saro , (Valladolid, 1 de marzo de 1909 -Madrid, 8 de septiembre de 1984) es un exfutbolista español que jugaba como delantero. Formó parte del Arenas de Guecho durante cinco temporadas y del Real Betis Balompié  entre 1933 y 1949 con la pausa causada por la guerra civil española.

## Carrera deportiva
Aunque nacido en Valladolid, muy joven se trasladó a Sestao donde se inició en la práctica del fútbol en el Kaiku, equipo infantil de la localidad, más tarde pasó al Sestao Sport donde jugó dos temporadas antes de ser fichado por el Arenas de Guecho, entonces en primera división. En 1933 fichó por el Real Betis Balompié, proclamándose con este club campeón de liga de primera división en la temporada 1934-35. En total disputó con el Betis 236 partidos de liga, 52 de copa, 54 en campeonatos regionales y 75 amistosos. El 27 de marzo de 1949, poco antes de su retirada, se celebró un partido homenaje en Sevilla en el que se enfrentaron una selección andaluza frente a un combinado Sevilla-Betis.
| Club                | País   | Año     |
| ------------------- | ------ | ------- |
| Arenas de Guecho    | España | 1928-29 |
| Arenas de Guecho    | España | 1929-30 |
| Arenas de Guecho    | España | 1930-31 |
| Arenas de Guecho    | España | 1931-32 |
| Arenas de Guecho    | España | 1932-33 |
| Real Betis Balompié | España | 1933-34 |
| Real Betis Balompié | España | 1934-35 |
| Real Betis Balompié | España | 1935-36 |
| Real Betis Balompié | España | 1939-40 |
| Real Betis Balompié | España | 1940-41 |
| Real Betis Balompié | España | 1941-42 |
| Real Betis Balompié | España | 1942-43 |
| Real Betis Balompié | España | 1943-44 |
| Real Betis Balompié | España | 1944-45 |
| Real Betis Balompié | España | 1945-46 |
| Real Betis Balompié | España | 1946-47 |
| Real Betis Balompié | España | 1947-48 |
| Real Betis Balompié | España | 1948-49 |